# Kururubatrachus gondwanicus
Kururubatrachus gondwanicus — викопний вид жаб, що існував у ранній крейді (120 млн років тому).

## Назва
Родова назва Kururubatrachus складається з двох слів: куруру — загальна назва сучасного виду Rhinella schneideri, а також, згідно з міфологією культури тупі-гуарані, це тварина, яка приносла вогонь людям під час створення світу; batrachus — з латинської «жаба». Назва виду gondwanicus походить від давнього материка Гондвана.

## Скам'янілості
Викопні рештки жаби виявлені у відкладеннях формації Крато в Бразилії, що датується пізнім аптом (115—113 млн років тому).